# バルプ村
バルプ村（ゾンカ語：བརཔ་ 英語：Barp Gewog）は、ブータンのプナカ県のゲオク(村)のひとつである。